# Jacques Witta
Jacques Witta (* 22. April 1934 in Paris) ist ein französischer Filmeditor.

## Leben
Jacques Witta wuchs mit zwei Geschwistern in Paris auf. Seine alleinerziehende Mutter fand während der 1930er Jahre gelegentlich Arbeit als Script Girl von Regisseuren wie Jacques Prévert und Marcel Carné. Angesichts ihrer unsicheren finanziellen Situation wollte sie nicht, dass ihr Sohn ebenfalls ins Filmgeschäft einsteigt. Witta, der sich in seiner Jugend sehr für das Zeichnen und Malen interessierte, machte daher eine Ausbildung zum Buchbinder. Da ihm anschließend jedoch Kontakte zur Verlagsbranche fehlten und er stattdessen zahlreiche Leute beim Film kannte, stieg er schließlich doch ins Filmgeschäft ein. Über einen Bekannten erhielt er Arbeit bei der Produktion einer US-amerikanischen Serie, die seinerzeit in Paris gedreht wurde. Daraufhin war er Schnittassistent von Orson Welles’ Herr Satan persönlich (1955).
Ab Ende der 1950er Jahre war Witta als eigenständiger Editor beim französischen Film tätig, kam jedoch, mit Ausnahme von Slogan (1969), erst ab Mitte der 1970er Jahre bei größeren Produktionen zum Einsatz. Unter der Regie von Gérard Pirès arbeitete Witta an dem Krimidrama Die Entfesselten (1975) mit Jean-Louis Trintignant und Catherine Deneuve in den Hauptrollen sowie an den Komödien Schinken mit Ei (1976) und Computer morden leise (1976). Für Regisseur Claude Berri war er anschließend für den Schnitt der Komödien Die kleinen Französinnen – Das erste Mal (1976) und Aller Anfang macht Spaß (1977) zuständig.
Für Jean Beckers Filmdrama Ein mörderischer Sommer (1983) mit Isabelle Adjani erhielt Witta den César in der Kategorie Bester Schnitt. Zehn Jahre später konnte er den französischen Filmpreis für Krzysztof Kieślowskis Drei Farben: Blau (1993) erneut gewinnen. Für Kieślowski hatte er zuvor bereits den Schnitt von Die zwei Leben der Veronika (1991) angefertigt. 1994 folgte mit Drei Farben: Rot eine weitere Kollaboration Wittas und Kieślowskis. Mit Jean Becker arbeitete Witta ebenfalls mehrfach zusammen, so auch bei Ein Sommer auf dem Lande (1999), Dialog mit meinem Gärtner (2007), Das Labyrinth der Wörter (2010) und Bon rétablissement! (2014).
Witta unterrichtet bisweilen angehende Filmeditoren und Schnittassistenten, so auch 2003 während eines Festivals in Galway, Irland.

## Filmografie (Auswahl)
- 1959: … Enfants des courants d’air (Kurzfilm)
- 1965–1971: Eine französische Ehe (Les Saintes chéries) (TV-Serie, 39 Folgen)
- 1966: Surface perdue (Kurzfilm)
- 1969: Slogan
- 1972: Neue Spiele für Liebestolle (Jeux pour couples infidèles)
- 1973: Durch Paris mit Ach und Krach (Elle court, elle court la banlieue)
- 1973: Les Gants blancs du diable
- 1973: Les Anges
- 1974: Force 8
- 1975: Zig Zig
- 1975: Die Entfesselten (L’Agression)
- 1975: Catherine et Cie
- 1976: Schinken mit Ei (Attention les yeux!)
- 1976: Computer morden leise (L’Ordinateur des pompes funèbres)
- 1976: Die kleinen Französinnen – Das erste Mal (La Première fois)
- 1977: Aller Anfang macht Spaß (Un moment d’égarement)
- 1978: Nimm’s leicht, Mama (Vas-y maman)
- 1981: Asphalte
- 1983: Ein mörderischer Sommer (L’Été meurtrier)
- 1984: Die Abrechnung (L’Addition)
- 1986: Das Blau der Hölle (Bleu comme l’enfer)
- 1987: Engel aus Staub (Poussière d’ange)
- 1989: La Barbare
- 1989: Rätselhafte Léa (Le Crime d’Antoine)
- 1991: Die zwei Leben der Veronika (La Double vie de Véronique)
- 1992: Un bout de Challenger
- 1993: Drei Farben: Blau (Trois couleurs: Bleu)
- 1993: Fluchtpunkt (O Fio do Horizonte)
- 1994: Drei Farben: Rot (Trois couleurs: Rouge)
- 1995: Elisa
- 1995: Fiesta
- 1996: Cinco Dias, Cinco Noites
- 1997: La Nuit du destin
- 1997: Die Schwächen der Frauen (Elles)
- 1998: Don Juan
- 1999: Krieg im Oberland (La Guerre dans le Haut Pays)
- 1999: Ein Sommer auf dem Lande (Les Enfants du marais)
- 2000: Nelken für die Freiheit (Capitães de Abril)
- 2000: Les Fleurs Harrison
- 2002: Papillons de nuit
- 2002: O Delfim
- 2003: Le Soleil assassiné
- 2003: O Fascínio
- 2004: Lá Fora
- 2005: Casting In Palästina (Attente)
- 2007: Dialog mit meinem Gärtner (Dialogue avec mon jardinier)
- 2007: Das schlafwandelnde Land (Terra Sonâmbula)
- 2008: Tage oder Stunden (Deux jours à tuer)
- 2009: Celle que j’aime
- 2009: Os Sorrisos do Destino
- 2010: Das Labyrinth der Wörter (La Tête en friche)
- 2012: Bienvenue parmi nous
- 2014: Bon rétablissement!

## Auszeichnungen
- 1984: César in der Kategorie Bester Schnitt für Ein mörderischer Sommer
- 1994: César in der Kategorie Bester Schnitt für Drei Farben: Blau